# آئوی موریکاوا
آئوی موریکاوا (انگلیسی: Aoi Morikawa؛ زادهٔ ۱۷ ژوئن ۱۹۹۵) بازیگر، و مدل (شخص) اهل ژاپن است. وی از سال ۲۰۱۰ میلادی تاکنون مشغول فعالیت بوده‌است.